# Guénange-Grande
Guénange-Grande est une cité ouvrière de Sollac (Société Lorraine de Laminage Continu) créée en 1952 sur le territoire communal de Guénange.

## Présentation
En 1948 est fondée la Sollac, qui implante ses usines à Sérémange et à Florange. Le manque de logements dans la région, avec l'arrivée de milliers d'ouvriers, est une réalité. Ainsi, une cité est construite par Sollac et pour Sollac, sur la rive droite de la Moselle, au nord-est du village de Guénange.
Les constructions débutent en février 1952. 
On distingue plusieurs étapes:
- Des « bandes » de logements à un étage, des pavillons individuels, des maisons jumelées, à un ou deux niveaux, mis en place dès 1952-1953. On compte 590 logements. Guénange passe de 580 à 3 826 habitants.

- Dès 1955, L'Immobilière Thionvilloise implante des « domofers ». Ce sont des immeubles construits à partir de matériaux issus de la sidérurgie. Tout est métallique. On compte 46 « domofers », appelés aussi « les métalliques ». Guénange-Grande se trouve avec 606 logements de plus et la population passe à 6 853 habitants.

En 1968, Guénange compte 10 000 habitants. Aujourd'hui, la commune ne compte plus qu'environ 7 500 habitants à la suite de la crise sidérurgique. Les « domofers » sont démolis et ont aujourd'hui totalement disparu du paysage urbain guénangeois.
Malgré cela, le caractère d'ancienne cité ouvrière subsiste toujours à Guénange.